# Gåstjärnen (Arvidsjaurs socken, Lappland, 726585-166803)
Gåstjärnen är en sjö i Arvidsjaurs kommun i Lappland och ingår i Byskeälvens huvudavrinningsområde.